# سليمان وماركولف

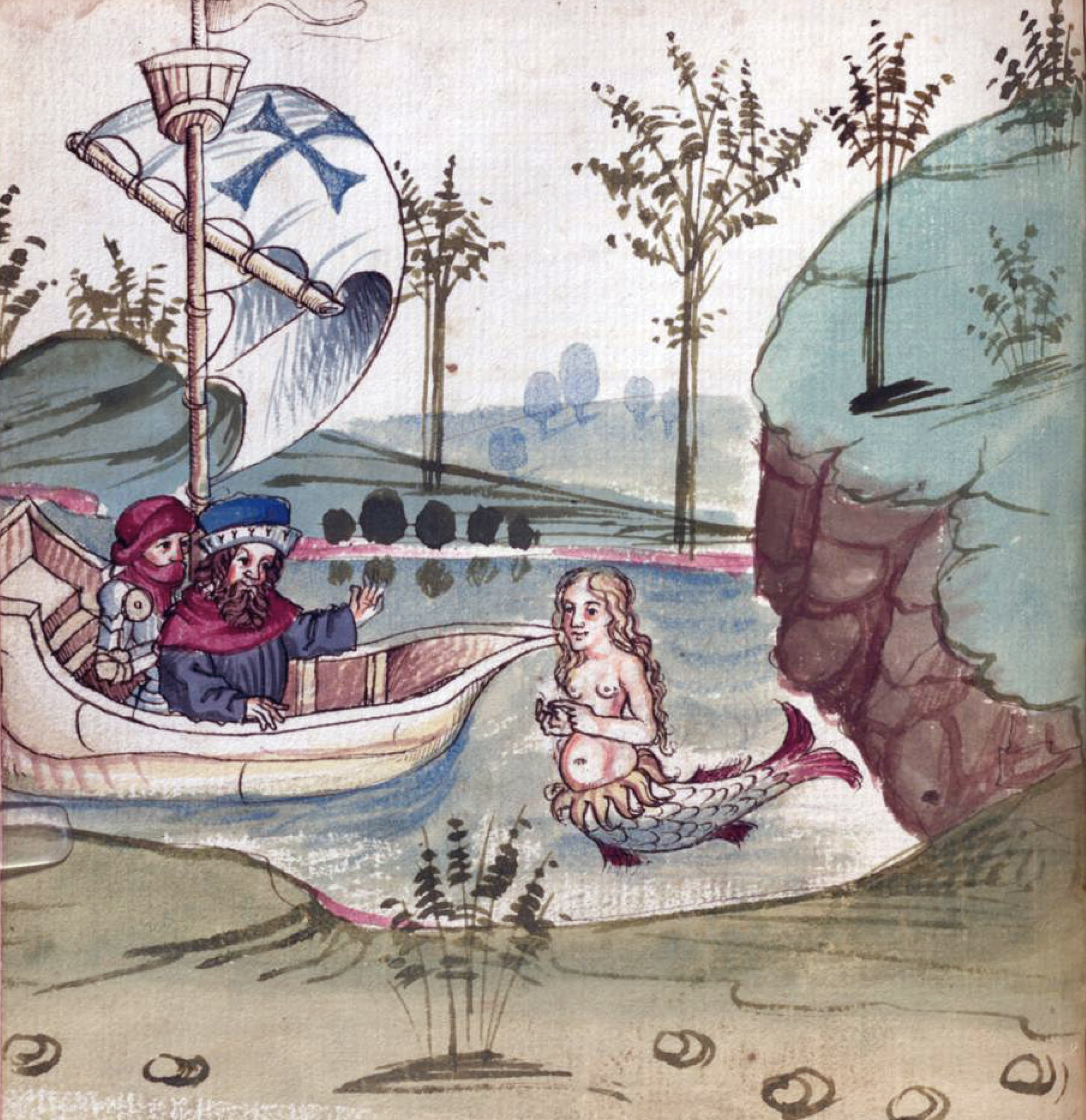
رسم توضيحي من "سليمان ومارولف" لهنس ديرمشتاين، فرانكفورت، 1479

سليمان وماركولف هو سرد من العصور الوسطى يصف مغامرات وحوارات بين الملك سليمان وماركولف، أو مارولف. ترتبط هذه المغامرات جزئيًا بمغامرات أشماداي، بينما تتكون الحوارات بشكل رئيسي من ألغاز مشابهة لتلك التي طرحتها ملكة سبأ على سليمان. مدى تأثر هذه القصة بالـهاجاداه غير مؤكد إلى حد ما، ولكن من المؤكد تقريبًا أن النسخ المختلفة مستمدة من أصل شرقي.

## النص والتاريخ
في بولندا، في عام 1521 في كراكوف، نُشرت كتاب بعنوان "المحادثات التي أجراها الملك سليمان الحكيم مع ماركووت (Marchołt) [ماركولف أو مارولف أو مورولف] البدين والفاحش، ولكنه كما يقولون، بليغ للغاية". 
أقدم النسخ المعروفة من القصة في اللغة الإنجليزية القديمة هي تلك التي تُعرف عادةً باسم سليمان وزحل، والتي نُشرت لأول مرة بواسطة جي. إن. كيمبل في عام 1848، لصالح جمعية Ælfric. كانت القصة شائعة في ألمانيا، حيث أصبح ماركولف أو مارولف نوعًا من "الحكيم الأحمق". طُبعت لأول مرة تحت عنوان هذا الكتاب يتحدث عن الملك سليمان وزوجته سالومي وكيف أخذت الملك مارولف، شقيق الملك سليمان، وأعادته (بالألمانية: Dis buch seit von kunig salomon vnd siner huß frouwen Salome wie sy der künig fore nam vnd wie sy Morolff künig salomon brüder wider brocht) في ستراسبورغ بواسطة الطابع ماتياس هوففوف في عام 1499، مع رسوم خشبية.
النسخ اللاتينية منها كانت غالبًا تُضاف إلى "Epistolæ Obscurorum Virorum". كل من هانس فولز وهانس زاكس استخدموا الأسطورة. نسخة اللغة الفرنسية تم إعدادها بواسطة بيير مولكليرك، كونت بريتاني، في القرن الثالث عشر.
في اللغة الإيطالية، اعتمد جوليو سيزار كروشي القصة عن "بيرتولدو"، وهو اسم آخر لماركولف. تطورت هذه القصة إلى كتاب في بولونيا عام 1736. توجد نسخ أخرى في اللهجات البولونية والبندقية، وفي اللغة الهولندية، اللغة اليونانية، اللغة البولندية، اللغة الآيسلندية، واللغة الويلزية. هناك نسختان باللغة الإنجليزية، إحداهما نُشرت بواسطة جيرارد ليو (أنتويرب، 1492)، وأخرى بعنوان أقوال أو أمثال الملك سليمان، مع أجوبة ماركولف، طُبعت بواسطة ريتشارد بينسون في عام 1530، وهي نسخة أقصر بكثير من النسخة الفرنسية قاموس سليمان.

## إصدارات وترجمات
- Bradbury، Nancy Mason؛ Bradbury، Scott، المحررون (2012). The dialogue of Solomon and Marcolf : a dual-language edition from Latin and Middle English printed editions (الحوار بين سليمان وماركلوف: إصدار ثنائي اللغة من النسخ المطبوعة باللاتينية والإنجليزية الوسطى). Kalamazoo: Medieval Institute Publications. مؤرشف من الأصل (TEAMS/Project Camelot) في 2013-08-19. باللغة اللاتينية
- Ziolkowski، Jan M. (tr.)، المحرر (2008). Solomon and Marcolf (سليمان وماركلوف). Cambridge, MA: Department of the Classics, Harvard University. باللغة اللاتينية (w. trans.)
- Menner، Robert J.، المحرر (1941). The poetical dialogues of Solomon and Saturn (الحوارات الشعرية بين سليمان وزحل). New York: The Modern Language Association of America; London, Oxford University Press.
- Duff، E. Gordon، المحرر (1892). The Dialogue or Communing Between the Wise King Solomon and Marcolfus (الحوار أو التبادل بين الملك الحكيم سليمان وماركلوف). London. مؤرشف من الأصل في 2022-10-18.{{استشهاد بكتاب}}:  صيانة الاستشهاد: مكان بدون ناشر (link)
- Hagen، Friedrich Heinrich von der؛ Büsching، Johann Gustav، المحررون (1808)، "Salomon und Morolf (سليمان ومورولف)"، Deutsche Gedichte des Mittelalters، Berlin: Realschulbuchhandlung، ج. 1، مؤرشف من الأصل في 2017-02-16باللغة الألمانية

## دراسات
- MacCallum، Mungo William, Sir (1884)، "Salomon und Morolf (سليمان ومورولف)"، Studies in Low German and High German Literature، London: Kegan, Paul, Trench & Co.، ص. 87–130، مؤرشف من الأصل في 2017-02-16{{استشهاد}}:  صيانة الاستشهاد: أسماء متعددة: قائمة المؤلفين (link)
- Kemble، John Mitchell (1848). The Dialogue of Salomon and Saturnus: With an Historical Introduction (الحوار بين سليمان وزحل: مع مقدمة تاريخية). London: Aelfric Society. مؤرشف من الأصل في 2016-04-21.